# Pachydissus argentatus
Pachydissus argentatus là một loài bọ cánh cứng trong họ Cerambycidae.